# Bueskydning under sommer-OL 2016 - Damehold
Damehold i bueskydning under sommer-OL 2016 foregik 7. august 2016 på Sambódromo.

## Resultat
Kilde:

### Rangeringsrunde
| Rang | Land            | Bueskydning                                             | Score | 10s | Xs |
| ---- | --------------- | ------------------------------------------------------- | ----- | --- | -- |
| 1    | Sydkorea        | Chang Hye-jin Choi Mi-sun Ki Bo-bae                     | 1998  | 59  | 37 |
| 2    | Rusland         | Tuyana Dashidorzhieva Ksenia Perova Inna Stepanova      | 1938  | 56  | 19 |
| 3    | Kina            | Cao Hui Qi Yuhong Wu Jiaxin                             | 1933  | 45  | 21 |
| 4    | Kinesisk Taipei | Le Chien-ying Lin Shih-chia Tan Ya-ting                 | 1932  | 50  | 23 |
| 5    | Mexico          | Gabriela Bayardo Aída Román Alejandra Valencia          | 1922  | 42  | 20 |
| 6    | Italien         | Lucilla Boari Claudia Mandia Guendalina Sartori         | 1911  | 41  | 26 |
| 7    | Indien          | Deepika Kumari Bombayla Devi Laishram Laxmirani Majhi   | 1892  | 40  | 20 |
| 8    | Ukraine         | Veronika Marchenko Anastasia Pavlova Lidiia Sichenikova | 1890  | 52  | 14 |
| 9    | Japan           | Yuki Hayashi Kaori Kawanaka Saori Nagamine              | 1862  | 36  | 16 |
| 10   | Colombia        | Carolina Aguirre Ana Rendón Natalia Sánchez             | 1855  | 35  | 17 |
| 11   | Brasilien       | Marina Canetta Ane Marcelle dos Santos Sarah Nikitin    | 1845  | 37  | 12 |
| 12   | Georgien        | Kristine Esebua Yulia Lobzhenidze Khatuna Narimanidze   | 1831  | 37  | 15 |

## References
1. ↑  "Rio2016.com". Arkiveret fra originalen 7. august 2016. Hentet 17. oktober 2016.